# Mike Inez
Michael Allen “Mike” Inez (San Fernando, California; 14 de mayo de 1966) es un músico de rock estadounidense, bajista de la banda estadounidense Alice in Chains. Es también conocido por haber pertenecido a la formación de Ozzy Osbourne y por colaborar en proyectos de algunos músicos de rock famosos como Zakk Wylde o Jerry Cantrell.

## Carrera
Comienza aprendiendo a tocar el saxofón y la guitarra, pero desde finales de los ochenta ha sido bajista de algunas bandas de hard rock y heavy metal, siendo parte de sus grandes influencias Steve Harris de Iron Maiden y Geddy Lee de Rush.
En 1990, salió elegido entre 50 músicos en una audición para ser el próximo bajista de Ozzy Osbourne. En 1991, graba junto a su nueva banda los videos del álbum No More Tears, y en 1993 también hace parte del directo Live & Loud. Pese a que aparezca en los videos de No More Tears, no tocó el bajo en el álbum.
El mismo año se une a Alice in Chains, banda con la que graba siete discos, entre álbumes de estudio, directos y compilaciones.
En 1995 Inez pasa a ser parte de la formación llamada Slash's Snakepit, liderada por el guitarrista de Guns N' Roses, con la que graban un disco, aunque Inez nunca hizo parte de ninguna presentación en vivo de dicha agrupación. A partir de allí, Inez ha colaborado en varios proyectos, de los que se destacan el disco Boggy Depot, de Jerry Cantrell y una aparición en el álbum Sonic Brew de Black Label Society.
En el 2005, Inez se reunió con los, por aquel entonces (aún no había sido la reunión), antiguos miembros de Alice in Chains para realizar un concierto benéfico a favor de las víctimas del desastre del tsunami ocurrido el año anterior.

## Discografía

### Con Alice in Chains
- Jar of Flies (1994)
- Alice in Chains (1995)
- Unplugged (1996)
- Nothing Safe: Best of the Box (1999)
- Music Bank (1999)
- Live (2000)
- Black Gives Way to Blue (2009)
- The Devil Put Dinosaurs Here (2013)
- Rainier Fog (2018)

### Con Slash's Snakepit
- It's Five O'Clock Somewhere (1995)

### Con Ozzy Osbourne
- Live and Loud (1993)